# Geisterzug

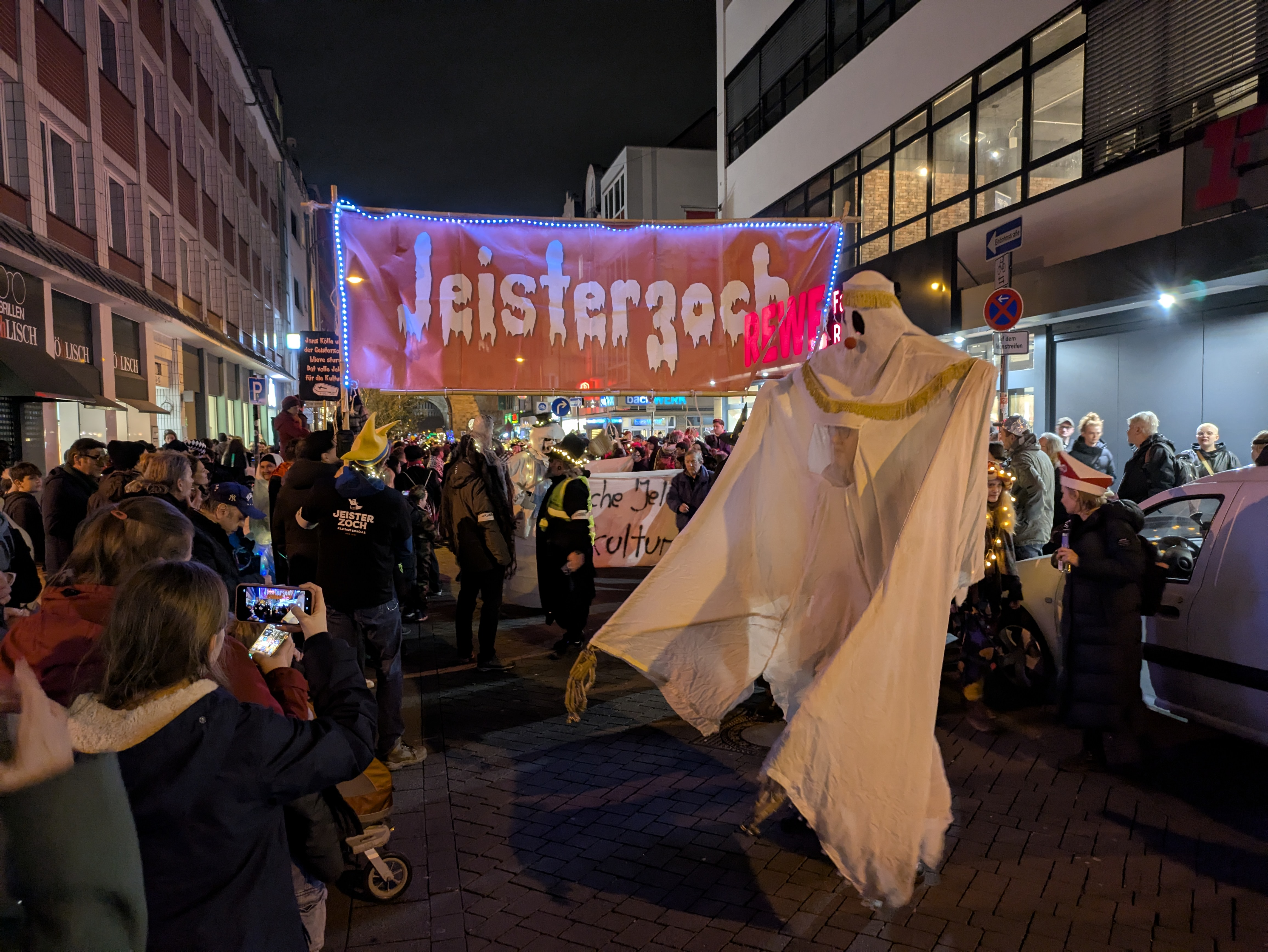
Anfang des Geisterzugs 2025 mit Banner im Eigelstein

Der Geisterzug ist ein alternativer Karnevalszug und eine politische Demonstration in Köln. Er zieht seit 1991 in nahezu jedem Jahr durch wechselnde Kölner Stadtteile; bis 2019 am Karnevalssamstag, seit 2020 am Samstagabend vor Weiberfastnacht.

## Geschichte und Charakter

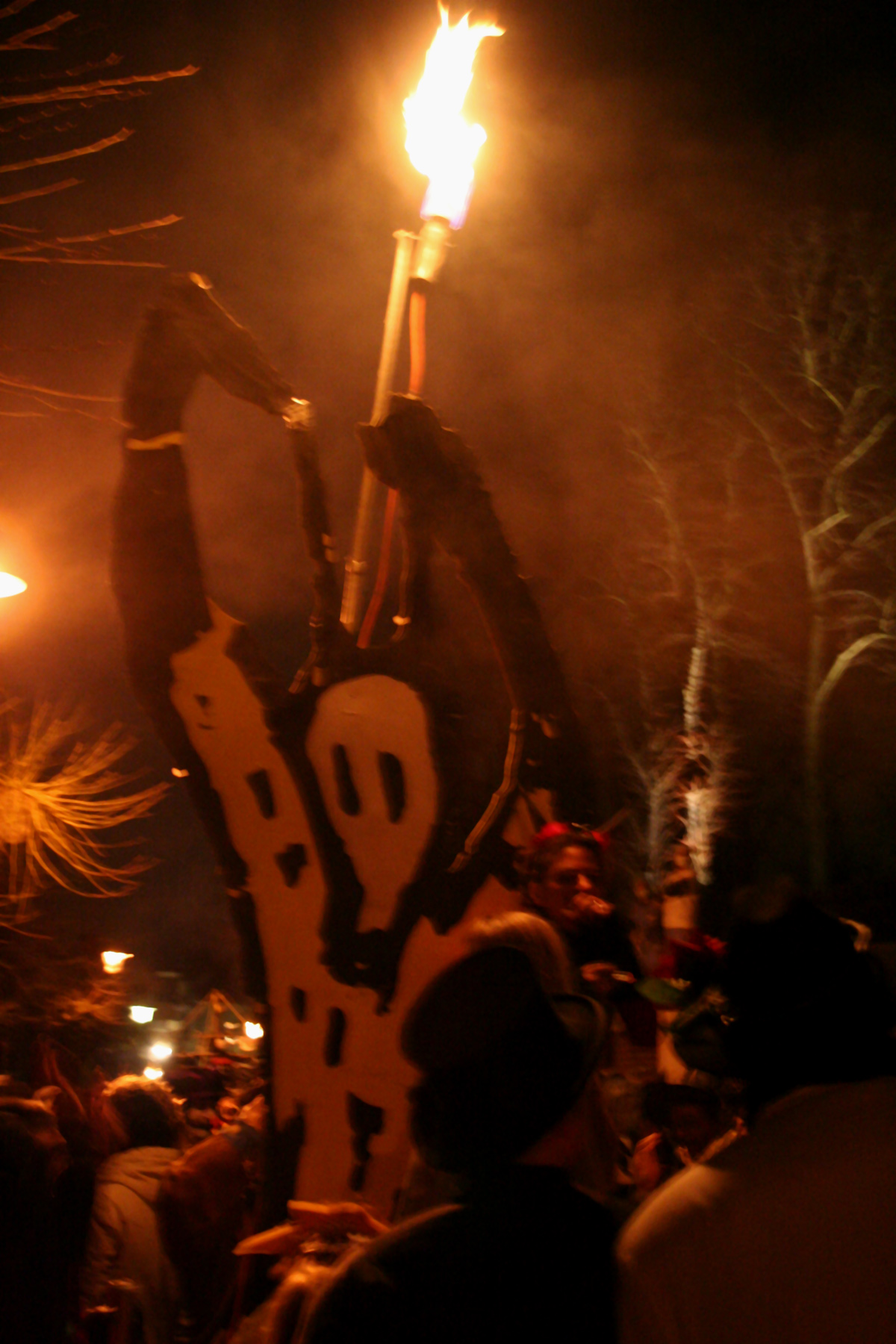
Beim Geisterzug 2009 in Köln-Rodenkirchen

Bereits seit 1860 gab es im Rahmen des Kölner Karnevals Geisterzüge, die jedoch im Ersten Weltkrieg verboten wurden. Als 1991 wegen des 2. Golfkriegs der Kölner Rosenmontagszug ausfiel, sollte auf der üblichen Strecke des Rosenmontagszugs eine Anti-Golfkriegs-Demonstration stattfinden. Letztlich gingen Antikriegs-Demonstranten und Karnevalisten gemeinsam durch die Kölner Innenstadt.
Wegen des Erfolgs fand am Karnevalssamstag des folgenden Jahres der zweite Geisterzug statt, seitdem wird er normalerweise jährlich durchgeführt. Veranstalter ist ein eigens zu diesem Zweck gegründeter Verein, der Ähzebär un Ko e. V., benannt nach einer traditionellen Karnevalsmaske (Erbsenbär). Dieser Verein trägt – durch Spenden finanziert – auch die Kosten, die durch Absperrungen, Straßenreinigung etc. verursacht werden. Der Geisterzug des Jahres 2000 wurde kurzfristig abgesagt, da die gespendeten Gelder nicht ausreichten, um den Zug durchzuführen. Da der Zugweg jedoch bereits bekannt war, zogen trotzdem 4000 alternative Karnevalisten durch Köln.
Im Geisterzug kann jeder spontan und ohne vorherige Anmeldung als Geist oder dunkle Gestalt durch die Straßen ziehen. Der Zugweg wechselt jährlich und wird bewusst so gelegt, dass Fahrzeuge nicht teilnehmen können; auch elektrische Musik ist nicht erwünscht. Der Zug steht jedes Jahr unter einem Motto, das in der Regel von aktuellen politischen Ereignissen inspiriert ist. Der Zugweg wird oft so gewählt, dass er an Orten vorbeiführt, die mit diesem Thema in Verbindung stehen. So endete beispielsweise der Geisterzug 2005 mottogemäß (Iesije Zigge – Eisige Zeiten) am Eisstadion an der Lentstraße.
Der offizielle Geisterzug 2006 wurde ebenfalls aus Geldmangel ursprünglich von den Veranstaltern abgesagt. Wegen der großen Popularität wurde davon ausgegangen, dass im Falle eines solchen Ausfalls ein oder mehrere wilde Geisterzüge stattgefunden hätten. Aus diesem Grund sind Polizei und Stadtverwaltung an die Organisatoren herangetreten mit der Bitte, doch noch einen Zug anzumelden. Andernfalls, hieß es, wäre es nötig geworden, die Züge „konsequent aufzulösen“. Daraufhin wurde unter dem Motto „Us dr Lamäng. Jeister am Engk?“ (etwa: „Aus dem Stegreif. Geister am Ende?“) kurzfristig der offizielle Geisterzug durchgeführt. Das Motto sollte dabei auf die unsichere Gegenwart und Zukunft des Zugs hinweisen. Dennoch fand ein kleinerer unangemeldeter „alternativer“ Geisterzug im Stadtteil Ehrenfeld statt, der unter dem Motto „Du bist Deutschland“ die gleichnamige Social-Marketing-Kampagne persiflierte. Der Geisterzug 2012 wurde aufgrund hoher Sicherheitsauflagen nach dem Unglück bei der Loveparade 2010 abgesagt.
Seit 2020 ist der Geisterzug offiziell als Demonstration angemeldet. Aus diesem Grund findet er seitdem nicht mehr am Karnevalssamstag, sondern am Samstag vor Weiberfastnacht statt, da an den Karnevalstagen Demonstrationen untersagt sind. 2021 und 2022 entfiel der Zug wegen der COVID-19-Pandemie.

## Bisherige Züge
| Jahr | Motto                                                                       | Motto auf Hochdeutsch                                                       | Teilnehmer (* = inkl. Zuschauer) |
| ---- | --------------------------------------------------------------------------- | --------------------------------------------------------------------------- | -------------------------------- |
| 1991 | Kamelle statt Bomben                                                        | Süßigkeiten statt Bomben                                                    |                                  |
| 1992 | D’r Ähzebär kütt                                                            | Der Erbsenbär kommt                                                         | 10.000                           |
| 1993 | Me’m Düvel op Jöck                                                          | Mit dem Teufel unterwegs                                                    | 15.000                           |
| 1994 | Hexensabbat                                                                 |                                                                             | 20.000                           |
| 1995 | Beddelsäck, Spetzbove, Malötzije un andere anständije Lück                  | Bettelsäcke, Spitzbuben, Kränkliche und andere anständige Leute             | 15.000                           |
| 1996 | Wenn die Welt erst närrisch wird, wird sie bald vernünftig                  |                                                                             | 100.000*                         |
| 1997 | Afrikanische Träume                                                         |                                                                             | 150.000*                         |
| 1998 | In Kölle fäch d’r Bessem – doch Edelwieß un Klagemuur sin nit verjesse      | In Köln fegt der Besen – doch Edelweiß und Klagemauer sind nicht vergessen  | 60.000                           |
| 1999 | Klüngel, Stapel, …, flöck derlans jeflutsch                                 | Klüngel, Stapel, …, flott vorbei gerutscht                                  | 30.000                           |
| 2000 | Schwatz, bläck, links, jäl, schräje Jecke trecke schäl                      | Schwarz, nackt, links, gelb, verrückte Jecken sind bekloppt unterwegs       | 4.000                            |
| 2001 | Karneval un Thiater hammer all jän, he Kölle – jev uns ene wärme Rän        | Karneval und Theater haben alle gern, hey Köln – gib uns einen warmen Regen | 25.000                           |
| 2002 | Loß mer schmelze                                                            | Lasst uns schmelzen                                                         | 20.000                           |
| 2003 | Colonia Corrupta!?                                                          | Köln korrupt!?                                                              | 30.000                           |
| 2004 | Reforme un Sozialavbau dun wieh, ävver uns zwingk keiner in de Knie!        | Reformen und Sozialabbau schmerzen, aber uns zwingt keiner in die Knie!     | 200.000*                         |
| 2005 | Iesije Zigge                                                                | Eisige Zeiten                                                               | 40.000                           |
| 2006 | Us dr Lamäng. Jeister am Engk? (offiziell) Du bist Deutschland (alternativ) | Aus dem Stegreif. Geister am Ende?                                          | 10.000                           |
| 2007 | Ming Ahl es Kölsche                                                         | Meine Alte (Partnerin) ist Kölnerin                                         | 40.000                           |
| 2008 | Mutter Ääd hät Hetzewallung                                                 | Mutter Erde hat Hitzewallung                                                |                                  |
| 2009 | Dr volljöhrije Ähzebär, die Meddelschich un ander ärm Kirchemüs             | Der volljährige Erbsenbär, die Mittelschicht und andere arme Kirchenmäuse   | 20.000                           |
| 2010 | Däm Agrippina ze Ihre: Vum Flottekastell noh dr Huhpooz                     | Der Agrippina zu Ehren: Vom Flottenkastell bis zur Hohen Pforte             | 20.000                           |
| 2011 | Däm Agrippina ze Ihre: Lans dr Stroß vun Zülpich noh de Therme              | Der Agrippina zu Ehren: Entlang der Straße von Zülpich zur Therme           | 30.000                           |
| 2013 | Däm Agrippina ze Ihre: Lans dr Stroß vun Venlo noh dr Ahle Ihrepooz         | Der Agrippina zu Ehren: Entlang der Straße von Venlo zum Alten Ehrentor     |                                  |
| 2014 | Däm Agrippina ze Ihre: Lans dr Stroß vun Xanten noh dr Paffepooz            | Der Agrippina zu Ehren: Entlang der Straße von Xanten zur Pfaffenpforte     | 100.000*                         |
| 2015 | Däm Agrippina ze Ihre: Lans dr römische Muur                                | Der Agrippina zu Ehren: Entlang der römischen Mauer                         | 20.000*                          |
| 2016 | Däm Agrippina un dr römischen Flott ze Ihre: Dä Rhing erop                  | Der Agrippina und der römischen Flotte zu Ehren: Den Rhein herauf           | 2.000                            |
| 2017 | Dr römischen Flott ze Ihre: Öm de Alteburch eröm                            | Der römischen Flotte zu Ehren: Um die Alteburg herum                        | 2.500                            |
| 2018 | Poppe, net Kloppe – mer trecke för dr Fridde                                | Poppen, nicht Prügeln – unterwegs für den Frieden                           |                                  |
| 2019 | Kölle kritt dr Kollaps – mieh Platz för Rädcher                             | Köln kollabiert – mehr Platz für Fahrräder                                  |                                  |
| 2020 | Jeister för Zokunf                                                          | Geister für Zukunft                                                         |                                  |
| 2021 | Ausgefallen wegen COVID-19-Pandemie                                         |                                                                             |                                  |
| 2022 | Ausgefallen wegen COVID-19-Pandemie                                         |                                                                             |                                  |
| 2023 | Fastelovend es för all – halal, koscher un liberal – mir fiere politisch    | Karneval ist für alle – halal, koscher und liberal – wir feiern politisch   | 3.500                            |
| 2024 | Mer klävve am Lävve – Jeister för hück un murje                             | Wir kleben am Leben – Geister für heute und morgen                          |                                  |
| 2025 | Mer bruche Jeld för Kultur, do sin mer Jeister stur                         | Wir brauchen Geld für Kultur, da sind wir Geister stur                      | 5.000                            |